# Andrij Nataljuk
Andrij Leonidowytsch Nataljuk (ukrainisch Андрій Леонідович Наталюк; * 28. Januar 1971 in Saporischschja) ist ein ehemaliger ukrainischer Handballspieler.
Der 2,00 Meter große und 104 Kilogramm schwere Kreisläufer stand von 1992 bis 2011 bei ZTR Saporischschja unter Vertrag und war an allen 14 Meistertiteln des Vereins beteiligt. Erst 2011 wechselte er für ein Jahr zum Ligarivalen HC Dinamo Poltawa. Dort gewann er 2012 das Double.
Andrij Nataljuk erzielte in 74 Länderspielen für die ukrainische Nationalmannschaft sechs Tore (Stand: Dezember 2009). Er spielte bei den Weltmeisterschaften 2001 und 2007 und den Europameisterschaften 2000, 2002, 2004, 2006 und 2010.

## Erfolge
- Ukrainischer Meister: 1993, 1995, 1998, 1999, 2000, 2001, 2003, 2004, 2005, 2007, 2008, 2009, 2010, 2011 und 2012
- Ukrainischer Pokalsieger: 2001, 2011 und 2012